# Râul Siliștea, Țibrin
Râul Siliștea este un curs de apă, afluent al râului Țibrin. 

## Hărți
- Harta Județului Constanța